# Мурашниця панамська
Мурашниця панамська (Hylopezus perspicillatus) — вид горобцеподібних птахів родини Grallariidae.

## Поширення
Вид поширений вздовж карибського схилу східного Гондурасу, Нікарагуа, Коста-Рику, Панаму до тихоокеанського схилу західної Колумбії та північно-західного Еквадору. Мешкає в нижньому ярусі та підстилці вологого низинного лісу, на висоті до 1200 м над рівнем моря.

## Підвиди
- Hylopezus perspicillatus intermedius (Ridgway, 1884) — від східного Гондурасу на південь до західної Панами.
- Hylopezus perspicillatus lizanoi (Cherrie, 1891) — тихоокеанський схил південної Коста-Рики.
- Hylopezus perspicillatus perspicillatus (Lawrence, 1861) — Панама, північний захід Колумбії.
- Hylopezus perspicillatus pallidior Todd, 1919 — Колумбія в долинах верхів'я річки Сіну, нижньої частини річки Каука та середньої річки Магдалена.
- Hylopezus perspicillatus periophthalmicus (Salvadori & Festa, 1898) — тихоокеанський схил західної Колумбії на південь до північно-західного Еквадору.